# 2316 Jo-Ann
A 2316 Jo-Ann (ideiglenes jelöléssel 1980 RH) a Naprendszer kisbolygóövében található aszteroida. Edward L. G. Bowell fedezte fel 1980. szeptember 2-án.